# Rob Minkoff
Robert R. "Rob" Minkoff (n. 11 august 1962, Palo Alto, California, SUA) este un regizor de film american. A regizat filme ca Regele Leu, Șoricelul familiei, Casa bântuită, Regatul interzis și Dl. Peabody și Sherman.

## Biografie
Minkoff este evreu.
Este căsătorit cu Crystal Kung din 2007  Ei s-au întâlnit în 2003 la o petrecere din biroul lui Minkoff. Minkoff și Rachel au un băiat născut în 2012.

## Filmografie
- Regele Leu (1994)
- Șoricelul familiei (1999)
- Șoricelul familiei 2 (2002)
- Casa bântuită (2003)
- Regatul interzis (2008)
- Marele jaf (2011)
- Dl. Peabody și Sherman (2014)

## Legături externe
- Twitter
- Official Tumblr
- Facebook
- Google+
- Rob Minkoff la Internet Movie Database
- Rob Minkoff la TCM Movie Database